# إلين كروفورد
إلين كروفورد (بالإنجليزية: Ellen Crawford)‏ هي ممثلة أمريكية، ولدت في 29 أبريل 1951 في الولايات المتحدة.

## أعمال

### أفلام
- (2007) رجل من الأرض

## وصلات خارجية
- إلين كروفورد على موقع IMDb (الإنجليزية)
- إلين كروفورد على موقع روتن توميتوز (الإنجليزية)
- إلين كروفورد على موقع ألو سيني (الفرنسية)
- إلين كروفورد على موقع قاعدة بيانات برودواي على الإنترنت (الإنجليزية)
- إلين كروفورد على موقع قاعدة بيانات الأفلام السويدية (السويدية)
- إلين كروفورد على موقع قاعدة بيانات الفيلم (الإنجليزية)
- إلين كروفورد على موقع كينوبويسك (الروسية)